# Florence (Kentucky)
Florence é uma cidade localizada no estado americano de Kentucky, no Condado de Boone.

## Demografia
Segundo o censo americano de 2000, a sua população era de 23.551 habitantes.
Em 2006, foi estimada uma população de 26.929, um aumento de 3378 (14.3%).

## Geografia
De acordo com o United States Census Bureau tem uma área de
25,7 km², dos quais 25,6 km² cobertos por terra e 0,1 km² cobertos por água.

## Localidades na vizinhança
O diagrama seguinte representa as localidades num raio de 8 km ao redor de Florence.